# Valdir Benedito
Valdir Benedito (* 25. říjen 1965) je bývalý brazilský fotbalista.

## Reprezentace
Valdir Benedito odehrál 3 reprezentační utkání. S brazilskou reprezentací se zúčastnil Copa América 1991.

## Statistiky
| Brazílie | Brazílie | Brazílie |
| Roky     | Záp.     | Góly     |
| -------- | -------- | -------- |
| 1991     | 3        | 0        |
| Celkem   | 3        | 0        |